# 鈴原りこ
鈴原 りこ（すずはら りこ、1992年6月27日 - ）は、日本のグラビアアイドル、介護士。ニューピース所属。山形県出身。

## 略歴
すっぴんをコンセプトとするカフェに不定期で勤務しており、芸能界デビューのきっかけはスカウト。自分の体形や胸に対してコンプレックスがあったが、見せ方次第で評価につながることを教えられたことでグラビアデビューを決めた。
2018年時点、職歴8年目の介護士としても勤務。
2018年10月にイメージビデオを発売。竹書房「キスカ」2019年1月号で漫画誌初登場を果たす。
2019年7月14日発売、集英社「週刊プレイボーイ」純朴番付2019年夏場所にて、東の関脇に選出。
2020年7月4日、mysta主催・ミスジェニック2020を受賞（投票4位）。
2022年6月、同年9月に講談社から初の写真集を発売することを発表。講談社『週刊現代』2022年7月2日・9日合併号で一部写真が先行掲載され、初のヌード写真集になることが明かされた。「グラビアとしては10枚DVDを出していたんですけど、それだけでしかなかったというか、それから先が見えなかった。年齢も30歳手前で一歩踏み出した」とヌードになった経緯を語っている。以後はカフェ経営や介護職ともども、芸能活動においては女優業に力を入れる予定。
2023年8月19日、自身のX（旧Twitter）にて9月末から10月下旬まで「休息」という形で休業することを報告。また、以後については「休息時にゆっくり考えながら、改めてご報告させせていただければと思います」と述べている。
2025年1月、初のフルヌード写真集を発売。徳間書店『週刊アサヒ芸能』にて初の雑誌表紙を担当した。

## 人物
- 趣味は散歩、ライブ鑑賞、料理[15]、ラーメン店巡り[1]。
- 隠し事や嘘が嫌いで言いたいことは、ハッキリ言う[2]。
- 目標とするのは「年齢を重ねても変わらない石原さとみ」。
- セールスポイントは「全身ムニムニの体」と答えている[16]。
- 26歳と遅咲きのデビューだが、過去には地下アイドルをしていたことを告白している[7]。

## 作品

### イメージビデオ
※太字タイトルは、Blu-ray版同時発売
- りこぴん（2018年10月19日、竹書房）[17]
- リコライズ（2019年1月31日、エスデジタル）[18][19]
- 天使のユウワク（2019年5月20日、ラインコミュニケーションズ）[20][21]
- 課外授業（2019年9月25日、ラインコミュニケーション）[22][23]
- 恋のつぼみ（2020年2月28日［DVD］、2020年5月29日［Blu-ray］、グラヴィス）[24][25]
- 濃厚りこぴん（2020年8月20日、ラインコミュニケーションズ）[26][27]
- NGなし（2020年11月25日、エアーコントロール）[28]
- 愛のカタチ（2021年2月26日、スパイスビジュアル）[29][30]
- 生徒会長のひみつ（2021年10月22日、竹書房）[31][32]
- 鈴原りこvs仮想エロス（2022年3月22日、エアーコントロール）[33]
- 幸せのカタチ（2023年3月24日、竹書房）[34]
- ハレンチ婚前旅行（2023年7月26日、スパイスビジュアル）[35][36]
- 天使なんかじゃない（2024年1月20日、ラインコミュニケーションズ）[37][38]
- 妄想オフィス（2024年8月28日、スパイスビジュアル）[39][40]
- 都合のいい妄想癖（2024年11月26日、エアーコントロール）[41]
- ももいろトライアングル（2025年2月10日、ラインコミュニケーションズ）[42][43]
- 肉感接写（2025年5月23日、竹書房）[44][45]
- M（2025年10月10日、ラインコミュニケーションズ）[46]

### 写真集
- やわらかく、あたたかい。（2022年9月1日、講談社、撮影：松田忠雄）ISBN 978-4065271070[47]
- もっといっぱい、すきになる。（2025年1月17日、徳間書店、撮影：小塚毅之）ISBN 978-4198659431[48]

## 出演

### オリジナルビデオ
- 伝承戦隊フェアナイツ（2021年8月13日、ZENピクチャーズ）- 吹雪杏奈 役
- 伝承戦隊フェアナイツ外伝 忍エージェント フブキ（2022年12月23日、ZENピクチャーズ）- 吹雪杏奈 役（主演）